# سالواتوره شارینو

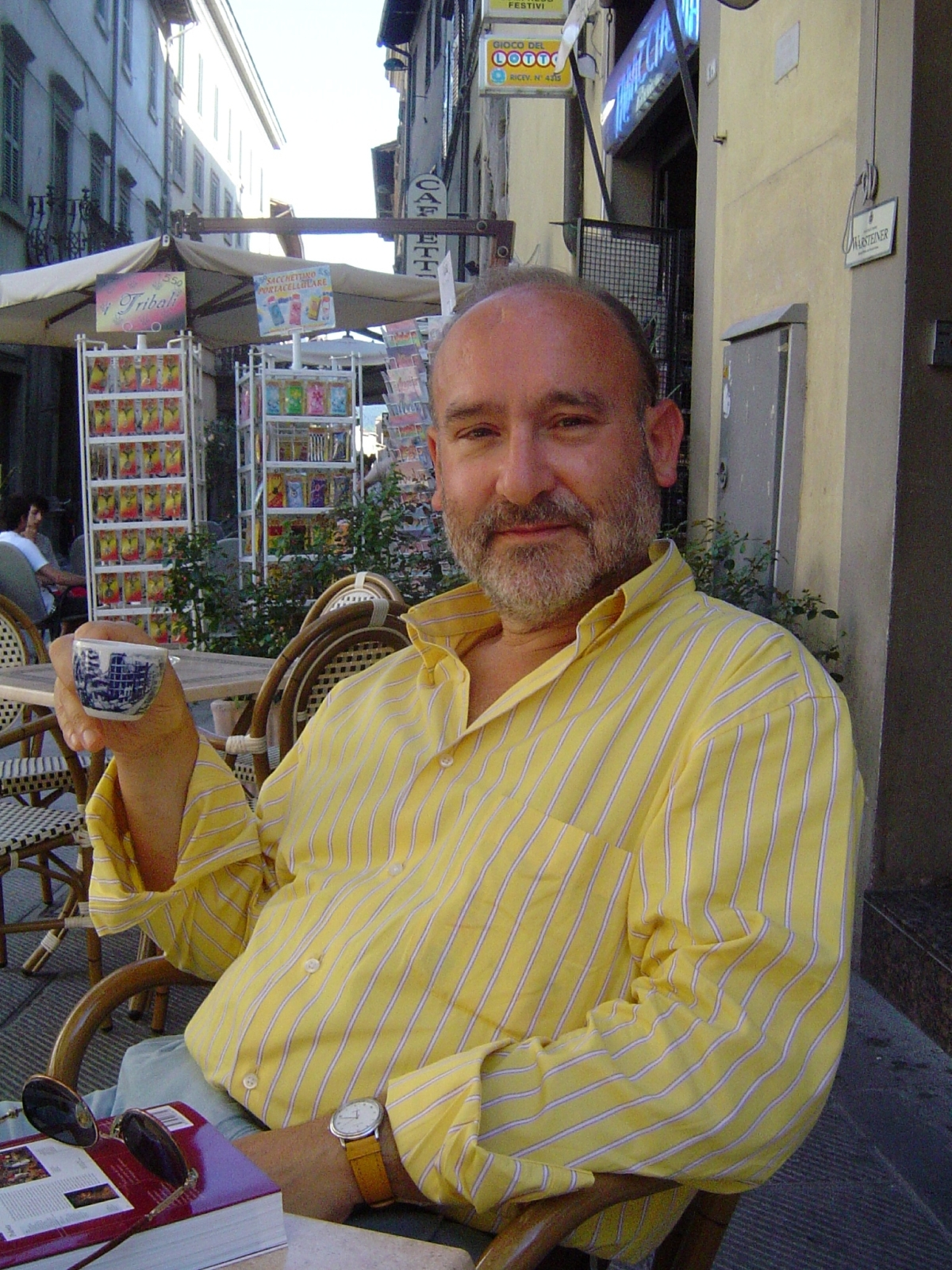

سالواتوره شارّینو (به ایتالیایی: Salvatore Sciarrino)، (زاده ۴ آوریل ۱۹۴۷ - پالرمو ایتالیا) آهنگساز خودآموخته که در کنسرواتوارهای میلان، پروجا و فلورانس تدریس می‌کرد. اولین بار در دهه شصت میلادی با آثاری مثل سونات برای دو پیانو 1966 (la sonata per 2 pianoforti) و برسیوز برای ارکستر 1967 (Berceus per orchestra) ویژگی‌های اساسی سبک بسیار شخصی زبان موسیقی خود را نشان داد.

## سبک
بافت صوتی موسیقی شارینو فضایی غبارآلود، جادویی و خیالی است که حاصل استفاده و برجسته کردن اصوات حاشیه‌ای سازها می‌باشد که بواسطه تکنیک‌های مدرن نوازندگی، هارمونیک‌ها و مناطق صوتی غیرمعمول سازها و نت‌های تزئینی خاص، حاصل می‌شود.
از ویژگیهای موسیقی او ظرافت و آمیختگی صوت و سکوت است.
«من با آهنگسازی میخواهم مرز های درک اصوات را تا منتها درجه آن گسترش دهم. یکی از آنها درک و حس غیر قابل حس شدن و غیر قابل و درک کردن ها است، آنجایی که اصوات و سکوت در هم آمیخته میشوند.«
با اینکه به گفته خودش تنها از آهنگسازان آلمانی مانند بتهوون، باخ، واگنر، شوئنبرگ و آلبان برگ الهام میگیرد، تأثیر آهنگسازان ایتالیایی مانند لوییجی نونو در کارهای او غیر قابل چشم پوشیست.

## آثار سازی
از آثار مهم سازی شارینو می‌توان به سونات مجلسی برای ارکستر کوچک ۱۹۷۱ (Sanata da camera per piccola orchestra)، سرزمین بدون طلوع ۷۶–۱۹۷۵ (Il paese senz'alba) و سرزمین بدون غروب ۱۹۷۷ (Il paese senza tramonto) برای ارکستر، از شب چه می دانی نگهبان؟ ۱۹۷۹ (?che sai, guardiano, della notte) برای کلارینت و ارکستر کوچک، مقدمه‌ای بر تاریکی ۱۹۸۱ (Introduzione all'oscuro) برای ۱۲ ساز، از میان متون اختصاص یافته به ابرها ۱۹۸۹ (Fra i testi dedicati alle nubi) آثار بسیاری برای فلوت، شش کوارتت کوتاه ۱۹۹۱ (sei Quartetti brevi) پنج سونات برای پیانو از ۱۹۶۰ تا ۱۹۹۵، نوولاریو (Nuvolario) برای آواز و پنج ساز ۱۹۹۵، باد و فرم برای ارکستر ۱۹۹۵ (Soffio e forma)، دفترچه خیابان ۲۰۰۳ (Quaderno di strada) اشاره کرد.

## اپرا
در تئاتر شارینو، اسطوره‌های دوران کهن را در یک پس زمینه سوررئالیستی و تا حدی سمبولیستی را به عنوان تم اصلی درام انتخاب کرد. از اپراهای او می‌توان به پسوخه و کوپیدو ۱۹۷۳ (Amore e psiche) اسپرن ۱۹۷۸ (Aspern) ونیتاس ۱۹۸۱ (Vanitas) کای و سارکوفاژ «پرده هابی برای موزه وسوسه‌ها» ۱۹۸۰ (Cailles en sarcophage) لوهنگرین «عمل نامرئی» ۱۹۸۳ (Lohengrin) پرسئو و آندرومدا ۱۹۹۱ (Perseo e andromeda).